# Elie Chevieux
Elie Chevieux (Ginebra, 7 de octubre de 1973) es un deportista suizo que compitió en escalada. Ganó una medalla de bronce en el Campeonato Mundial de Escalada de 1995, en la prueba de dificultad.

## Palmarés internacional
| Campeonato Mundial | Campeonato Mundial | Campeonato Mundial | Campeonato Mundial |
| Año                | Lugar              | Medalla            | Prueba             |
| ------------------ | ------------------ | ------------------ | ------------------ |
| 1995               | Ginebra (Suiza)    | Medalla de bronce  | Dificultad         |